# الحرب الأهلية الدومينيكانية
الحرب الأهلية الدومينيكانية (بالإسبانية: Guerra Civil Dominicana) هي حرب جرت بين 24 أبريل 1965, و 3 سبتمبر 1965, في سانتو دومينغو، جمهورية الدومينيكان. بدأت عندما أطاح الشعب و الجيش، أنصار الرئيس السابق خوان بوش بالرئيس دونالد ريد كابرال. دفع الانقلاب الجنرال إلياس ويسين يا ويسين إلى إنشاء تنظيم من عناصر عسكرية موالية للرئيس ريد، معروفة باسم الموالين (Loyalists), و بدء حملة مسلحة ضد ما تمت تسميتهم باسم المتمردين الدستوريين (Constitutionalists Rebels). بسبب مزاعم من دعم خارجي للمتمردين، أدى ذلك إلى تدخل أمريكي في الصراع، التي فيما بعد، تحالفت مع منظمة الدول الأمريكية لاحتلال البلاد بالتعاون مع الحكومة. أجريت الانتخابات في عام 1966, في أعقاب صعود خواكين بالاغير إلى كرسي الرئاسة، و غادرت القوات الدولية فيما بعد البلاد.

## ثورة أبريل والتدخل الأجنبي
في 24 أبريل 1965, طلب ثلاثة ضباط صغار اجتماعا مع رئيس جمهورية الدومينيكان دونالد كابرال ريد. ألغى الرئيس ريد عقد الاجتماع بعد تلقي أخبار بتنفيذ مؤامرة على الحكومة من مناهضيها، وكذلك ألغى رئيس أركان جمهورية الدومينيكان ريفييرا كويستا نقاشا مع ضباط في معسكر 16 أغسطس, بعد سماعه باحتجاز بعض الضباط. استولت مجموعة عسكرية من قوات الدستوريين و الحزب الثوري الدومينيكاني (DRP) على راديو سانتو دومينغو, و أصدرت دعوات إلى قتال الحكومة, في نفس الوقت، وزع الضباط الدستوريين قنابل مولوتوف على المدنيين الموالين لهم. دفع رسالة إلى مخيم حامية 27 فبراير البحرية المسماة الضفادع البشرية في الجيش الدومينيكاني إلى وقوع خلل كبير في قيادتها. تخلت أعداد كبيرة من ضباط الشرطة عن عملها تغير وبدأت تخرج إلى الشارع في سانتو دومينغو بملابس مدنية. وفي اليوم التالي، عين الرئيس ريد الجنرال ويسين يا ويسين رئيس أركان الجيش الجديد. قام ويسين برفع معنويات القوات الحكومية, و فعل كل شيء لقمع التمرد عن طريق الموالين لهم وللرئيس ريد. في 10:30 صباحا بتوقيت غرينيتش، اقتحم المتمردون القصر الرئاسي وألقوا القبض على رئيس الجمهورية ريد. عدة ساعات فيما بعد، أجرى أربعة موالين باستخدام طائرات بي-51 موستانغس قصفا جويا على القصر الوطني وأخرى على مواقع قوات الدستوريين, و أسقطت طائرة واحدة خلال الحادث. و قصف موالي آخر القصر الرئاسي باستخدام زورق حربي على نهر أوزاما. خوفا من الغوغاء التي يتوقع وقوعها في القصر في سانتو دومينغو بعد إعدام ريد من غير محاكمة، أصدر قائد المتمردين فرانسيسكو كامانو أمرا بالسماح له بالفرار، لكن ريد كان قد فقد دعم الموالين في جيش جمهورية الدومينيكان. فرت الغالبية العظمى من قيادة الحزب الثوري الدومينيكاني من العاصمة, في حين قام الدستوريون بتعبئة ما مجموعه 5000 مدني مسلح و 1500 من أعضاء الجيش للقتال. وفي 26 أبريل, أعلن خوسيه رافاييل مولينا أورينا نفسه رئيسا مؤقتا لجمهورية الدومينيكان. في نفس الوقت، حرج حشود كبيرة في شوارع سانتو دومينغو تطالب بعودة الرئيس السابق بوش إلى جمهورية الدومينيكان من المنفى. في غضون ذلك، دبلوماسيي الولايات المتحدة الذين يعيشون في سانتو دومينغو، بدأوا الاستعدادات لإخلاء جمهورية الدومينيكان من 3500 من مواطني الولايات المتحدة الذين يقطنون في سانتو دومينغو. في الصباح الباكر من يوم 27 أبريل, 1176 من المدنيين الأجانب الذين سبق تجميعما في فندق إمباجادور، تم نقلهم جوا إلى منشأة باخوس دي هاينا البحرية، حيث استقلوا سفن يو إس إس روشامكين ويو إس إس وود فضلا عن طائرات هليكوبتر من نوع إتش إم إن-264 التي أجلتهم من جمهورية الدومينيكان. فيما بعد، قام 1500 جندي من القوات الحكومية و الموالية لها التابعة لمنضمة الدول الأمريكية و مجهزين بسيارات مصفحة و دبابات بالسير إلى قاعدة سان إيسيدرو الجوية، واحتلال جسر دوارتي للسيطرة على الضفة الغربية لنهر أوزاما. أما قوة ثانية تتكون من 700 جندي، فقد غادرت سان كريستوبال وهاجمت الضواحي الغربية للعاصمة سانتو دومينغو. اجتاح المتمردون مقر شرطة فورتاليزا أوزاما رفقة 700 سجين. وفي 28 أبريل, هاجم المدنيون المسلحون مركز شرطة فيلا كونسويلو، وحصلت هناك مناوشات بين الجانبين انتهت بعدد من القتلى. هبطت كتيبة بحرية واحدة أمريكية في هاينا، فيما بعد، انتقلت إلى فندق إمباجادور حيث ساعدت في عمليات النقل الجوي المقبلة للمدنيين الأمريكيين من جمهورية الدومينيكان. أثناء الليل، تم نقل 684 مدني جوا إلى يو إس إس بوكسر. قتل جندي بحري واحد أمريكي من قبل قناص متمرد خلال عملية أنجزوها. وفي 29 أبريل, ذكر السفير الأمريكي إلى جمهورية الدومينيكان وليام تابلاي بينيت، الذي كان قد سابقا أرسلت تقارير عديدة إلى الرئيس ليندون جونسون, أن الوضع في هذا البلد يهدد حياة مواطني الولايات المتحدة وأن المتمردين يتلقون دعما خارجيا. و حث بينيت الولايات المتحدة على التدخل لدعم الحكومة على الفور دون انتضار إنشاء تحالف دولي لأن ذلك سيأخد وقتا طويلا وسيمح للمتمردين بالسيطرة على سانتو دومينغو. وهذا سمح للرئيس ليندون جونسون بالتفكير بالتدخل. في 2:16 من صباح يوم 30 أبريل 1965, هبط الفيلق الثالث من اللواء 82 في قاعدة سان إيسيدرو الجوية، ليشكل ذلك بداية التدخل العسكري الأمريكي في الحرب الأهلية، و أرسلت معدات ثقيلة إلى عين المكان. في شروق الشمس، قامت الكتيبة 1 من فوج المشاة 508 بالذهاب إلى الطريق السريع سان إسيدورو، لتأمين طريق يمكنه ربط الشرق مع جسر دوارتي، أما (وحدة عسكرية)|الكتيبة 1 من فوج المشاة 505 فقد ظلت في القاعدة الجوية وأرسلت دوريات إلى محيطها للمراقبة. تمكنت قوة من 1700 جندي من مشاة القوات البحرية الأمريكية من احتلال منطقة تحتوي على عدد من السفارات الأجنبية، أعلنت الدوائر المحلية أن تلك المنطقة هي منطقة أمنية دولية من قبل منظمة الدول الأمريكية (OAS). وفي وقت سابق من نفس اليوم، أصدرت منظمة الدول الأمريكية أيضا قرارا باستدعاء مقاتلين لإنهاء كل الأعمال العدائية في الحرب الأهلية. في الساعة 16:30, وقع ممثلو الموالين، المتمردين والولايات المتحدة على اتفاق وقف إطلاق نار الذي من شأنه أن يصبح نافذ المفعول في الساعة 23:45. رفعت معاهدة وقف إطلاق النار الروح المعنوية لقوات الموالين. وفي 5 مايو, وصلت لجنة سلام منظمة الدول الأمريكية إلى سانتو دومينغو لمراقبة وقف إطلاق النار. فشلت معاهدة وقف إطلاق النار بشكل كامل في منع الانتهاكات لها مثل اندلاع المعارك على نطاق صغير وقتل المدنيين بنيران القناصة خلال الحرب الأهلية. يوم فيما بعد في 6 ماي، أنشأت منظمة الدول الأمريكية قوة سلام البلدان الأمريكية (IAPF) بهدف حفظ السلام في جمهورية الدومينيكان. تتألف قوة سلام البلدان الأمريكية من 1748 جندي من البرازيل، باراغواي، نيكاراغوا، كوستاريكا، السلفادور و بعض عناصر قوات مسلحة الهندوراسية و برئاسة الجنرال البرازيلي هوغو بانسكو ألفيم، مع اختيار بروس بالمر كنائب له في تتألف قوة سلام البلدان الأمريكية. وفي 26 مايو, بدأت قوات الولايات المتحدة تدريجيا بسحب نفسها من جمهورية الدومينيكان. في 3 سبتمبر 1965 انتهت الحرب الأهلية في جمهورية الدومينيكان. وفي 21 سبتمبر 1966, انسحبت أخيرا قوات حفظ السلام التابعة لمنظمة الدول الأمريكية من جمهورية الدومينيكان, لينتهي التدخل الأجنبي في الحرب الأهلية.

## الحرب الأهلية

### ثورة أبريل
في 24 أبريل من العام 1965، طلب ثلاثة من صغار الضباط لقاء الرئيس دونالد ريد كابرال الذي رفض الطلب، بعد تلقّيه معلوماتٍ تشي بوجودِ مؤامرة محتَملةٍ ضدّ حكومته. وعندما أُرسِل رئيس الأركان ريفيرا كويستا بدلًا من الرئيس للاجتماع بالضباط في المعسكر في 16 أغسطس، اعتُقِل على الفور. ثم استولت مجموعة من الدستوريين العسكريين وأنصار الحزب الثوري الدومينيكاني على مبنى راديو سانتو دومينغو وأصدرت دعوات للانتفاضة، في حين وزع الضباط الدستوريون الأسلحة وقذائف المولوتوف على زملائهم المدنيين. دفعت تلك الرسائل الإذاعية حامية معسكر 27 فبراير ووحدة من رجال الضفادع التابعة للبحرية الدومينيكانية إلى الانشقاق. وتخلّى عدد كبير من أفراد الشرطة عن مواقعهم وارتدوا ملابس مدنية.
في اليوم التالي، عين الرئيس ريد الجنرالَ ويسيني ويسين رئيسًا جديدًا للأركان. حشد ويسين القوات الحكومية، وأطلق عليهم تسمية الموالين، وأعلن عن خططه لقمع التمرد. في الساعة 10:30 صباحًا، اقتحم المتمردون القصر الرئاسي وألقوا القبض على ريد. بعد عدة ساعات، نفّذت أربع طائراتٍ من طراز 51 موستانغ تابعة للموالين قصفًا جويًا على القصر الوطني وغيره من المواقع التي يتمركز فيها الدستوريون، وأُسقطت طائرة واحدة خلال تلك الطلعات. ومن موقعها في نهر أوزاما، قصفت سفينةُ ميلا التابعة للموالين القصر الوطني كذلك. وسمح قائد المتمردين فرانسيسكو كامانيو لريد بالهرب، خشيةَ تعرّضه للقتل على يد الغوغاء الذين تجمعوا في القصر، ونظرًا لفقدان ريد دعم الموالين. فرت غالبية قيادة الحزب الثوري الدومينيكاني من العاصمة، وحشد الدستوريون 5,000 مدنيًا مسلحًا و1,500 جنديًّا من الجيش. في 26 أبريل، أُعلن عن تنصيب خوسيه رافاييل مولينا أورينا رئيسًا مؤقتًا، ونزلت حشود ضخمة إلى الشوارع مناديةً بعودة بوش من المنفى.